# ザ・ブリッジ (ビリー・ジョエルのアルバム)
ザ・ブリッジ（The Bridge）は、ビリー・ジョエルが1986年に発表したアルバム。

## 解説
プロデューサーのフィル・ラモーンとの共同作業は、アルバム単位では本作が最後となり、ビリーが声優としても出演したアニメーション映画『オリバー ニューヨーク子猫ものがたり』（1988年公開）に提供した楽曲「Why Should I Worry?」を最後に、ビリーとフィルは袂を分かつ。「ベイビー・グランド」はビリーとレイ・チャールズのデュエット。「コード・オブ・サイレンス」は、ビリーが作詞に行き詰まった際、隣のスタジオにいたシンディ・ローパーが訪れ、ビリーのピアノを聴きながら連想する言葉を書き留めて、それを元にタイトルと歌詞ができた。シンディは同曲のボーカルでも参加。「ゲッティング・クローサー」にはスティーヴ・ウィンウッドがゲスト参加。ジャズ色の濃い「ビッグ・マン・オン・マルベリー・ストリート」には、ロン・カーターやマイケル・ブレッカー等が参加。
「モダン・ウーマン」は、ベット・ミドラー主演の映画『殺したい女』のサウンドトラックに提供された楽曲で、シングルとして全米10位に達した。その後「マター・オブ・トラスト」（全米10位）、「ディス・イズ・ザ・タイム」（全米18位）、「ベイビー・グランド」（全米75位）がシングル・カットされた。

## 収録曲
特記なき楽曲はビリー・ジョエル作。
1. ランニング・オン・アイス - "Running on Ice" - 3:16
2. ディス・イズ・ザ・タイム - "This Is the Time" - 5:01
3. マター・オブ・トラスト - "A Matter of Trust" - 4:09
4. モダン・ウーマン - "Modern Woman" - 3:50
5. ベイビー・グランド - "Baby Grand" - 4:04
6. ビッグ・マン・オン・マルベリー・ストリート - "Big Man on Mulberry Street" - 5:27
7. テンプテイション - "Temptation" - 4:13
8. コード・オブ・サイレンス - "Code of Silence" (Billy Joel, Cyndi Lauper) - 5:16
9. ゲッティング・クローサー - "Getting Closer" - 5:01

## 参加ミュージシャン
- ビリー・ジョエル - ボーカル、ピアノ、シンセサイザー
- リバティ・デヴィート - ドラムス
- ダグ・ステッグマイヤー - ベース
- デヴィッド・ブラウン - ギター
- ラッセル・ジェイヴァース - ギター
- マーク・リヴェラ - サックス
- ロブ・マウンジー - シンセサイザー、オーケストレーション
- ジェフ・ボヴァ - シンセサイザー
- ピーター・ヒューレット - バッキング・ボーカル
- ジミー・ブラロワー- パーカッション(on 4.)
- レイ・チャールズ - ボーカル、ピアノ(on 5.)
- ヴィニー・カリウタ - ドラムス(on 5.)
- ニール・スチューベンハウス - ベース(on 5.)
- ディーン・パークス - ギター(on 5.)
- ロン・カーター - アコースティック・ベース(on 6.)
- エディ・ダニエルス - サックス(on 6.)
- マイケル・ブレッカー - サックス(on 6.)
- ロニー・キューバー - サックス(on 6.)
- マーヴィン・スタム - トランペット(on 6.)
- アラン・ルービン - トランペット(on 6.)
- デイヴ・バージロン - トロンボーン(on 6.)
- フィリップ・セス - オーケストレーション(on 7.)
- シンディ・ローパー - ボーカル(on 8.)
- ドン・ブルックス - ハーモニカ(on 8.)
- スティーヴ・ウィンウッド - ハモンドオルガン(on 9.)
- ニール・ジェイソン - ベース(on 9.)
- ジョン・マッカーリー - ギター(on 9.)